# Тимберкрик Канјон (Тексас)
Тимберкрик Канјон (енгл. Timbercreek Canyon) град је у америчкој савезној држави Тексас.

## Демографија
По попису из 2010. године број становника је 418, што је 12 (3,0%) становника више него 2000. године.
| Група             | 2000.       | 2010.       |
| Белци             | 377 (92,9%) | 395 (94,5%) |
| Афроамериканци    | 0 (0,0%)    | 1 (0,2%)    |
| Азијати           | 5 (1,2%)    | 2 (0,5%)    |
| Хиспаноамериканци | 21 (5,2%)   | 12 (2,9%)   |
| Укупно            | 406         | 418         |